# Miquel Maimó Truyols
Miquel Maimó Truyols (Felanitx, Mallorca 1921) va ser un cantant felanitxer. Actuà en locals de Palma. També formà part de l'orquestra de Pere Danús. Creà el grup Los clippers l'any 1950 i actuà amb ells a Suïssa, Itàlia, els Països Baixos i arreu d'Espanya. Entre 1953-64 sortí d'Europa per actuar a l'Argentina encara que l'any 1965 tornà a Mallorca i formà una nova orquestra. Finalment l'any 1991 rebé un homenatge per part de l'Ajuntament de Palma.